# Josephine Skriver
Josephine Skriver (ur. 14 kwietnia 1993) – duńska modelka, znana głównie ze swojej współpracy z Victoria’s Secret.

## Wczesne życie
Urodziła się i wychowała w Kopenhadze. Jej matka jest informatykiem, a ojciec biologiem morskim. Ma młodszego brata Oliviera. Obydwoje rodziców modelki to homoseksualiści, a zarówno ona, jak i jej brat zostali poczęci w wyniku zabiegu in vitro. Dlatego Josephine otwarcie popiera inicjatywy wspierające środowiska homoseksualne oraz broni praw dzieci z in vitro.
W wieku 15 lat, w czasie wycieczki do Nowego Jorku z jej drużyną piłkarską, została odkryta i przedstawiona jako potencjalna modelka. Niedługo potem podpisała kontrakt z Unique Models – międzynarodową agencją, która ma siedzibę w Kopenhadze. Była zapraszana do współpracy przez inne agencje spoza granic Danii, jednak zdecydowała, że najpierw chce skończyć szkołę, dlatego karierę modelki rozpoczęła dopiero w 2011 roku.

## Kariera
Zadebiutowała w sezonie Jesień/Zima 2011. Josephine brała wtedy udział w pokazach wielu znanych marek, takich jak m.in. Calvin Klein, Rag & Bone, Gucci, Dolce & Gabbana, Givenchy, Yves Saint Laurent, Valentino, Alexander McQueen, Balenciaga i Christian Dior. Otwierała pokaz Alberta Ferretti i zamykała pokaz Prady.
Od tamtej pory poszła już w ponad 300 pokazach takich projektantów i marek, jak m.in. Chanel, Óscar de la Renta, D&G, Diane von Furstenberg, Donna Karan, Giorgio Armani, Marc Jacobs, Michael Kors, Ralph Lauren, Versace, Tommy Hilfiger, Elie Saab, Vera Wang, Balmain, Badgley Mischka, Céline, Christopher Kane, Giambattista Valli, Louis Vuitton, Jil Sander, Nina Ricci, Rochas, Roland Mouret, Max Mara, Phillip Lim, Carolina Herrera, Mugler, Zac Posen, Cushnie et Ochs, Kenneth Cole, Victoria’s Secret, IRFE, Guy Laroche, Roberto Cavalli, Emilio Pucci, Trussardi, Emporio Armani, Ports 1961, Alberta Ferretti, Dsquared2, Tom Ford, Barbara Casasola, Matthew Williamson, L’Wren Scott, Jeremy Scott, Thakoon Panichgul, Yigal Azrouël, Monique Lhuillier, Jason Wu, Lanvin, John Rocha, Temperley London, Erdem, Clements Ribeiro, Dennis Basso, Reem Acra, Ralph Rucci, Richard Chai, Akris, Valentin Yudashkin, Hussein Chalayan, Bottega Veneta, Victoria Beckham, See by Chloé, Alexis Mabille, Paco Rabanne, Giambattista Valli, Cacharel, John Galliano, Vanessa Bruno, Moschino, Derek Lam, Joseph Altuzarra, Richard Nicoll, Reed Krakoff, Rodarte, Doo-Ri Chung, Peter Som, Fendi, Giles, Jaeger, Azzedine Alaia, Stella McCartney.
Brała również udział w wielu kampaniach reklamowych dla marek takich jak H&M, Dior, Gucci, Bulgari, DKNY, Michael Kors, MAC Cosmetics, Armani Exchange, Karen Millen, Max Mara, TOPTEN, Tommy Hilfiger, Yves Saint Laurent Beauty, Caleres, Tom Ford, Shu Uemura, Andrew Marc, G-Shock, Victoria’s Secret oraz pojawiła się na okładkach czasopism, m.in. Vanity Fair, V Magazine, Interview, L'Officiel, Vs., W, Allure, Vogue oraz Elle.
Wielokrotnie pojawiała się w katalogach Victoria’s Secret, a od 2013 roku bierze udział w ich każdym pokazie. Wystąpiła również w ich programie telewizyjnym Victoria’s Secret Swim Special. W lutym 2016 roku oficjalnie dołączyła do grona "aniołków VS", czyli głównych modelek.